# Lehigh Valley Transit Company
Die Lehigh Valley Transit Company war ein Straßenbahnbetrieb in den US-Bundesstaaten Pennsylvania und New Jersey. Neben städtischen Straßenbahnlinien in Allentown, Bethlehem, Easton und Phillipsburg betrieb das Unternehmen Überlandstraßenbahnen zwischen diesen Städten sowie eine Interurban-Strecke von Allentown nach Philadelphia. Das normalspurige Netz hatte eine Gesamtlänge von etwa 315 Kilometern. Gefahren wurde mit 600 Volt Gleichstrom im Netz von Allentown und Bethlehem und 550 Volt im Netz von Easton und Philippsburg.

## Geschichte

### Allentown Division

#### Allentown Passenger Railway
Der älteste Vorläufer des Betriebs in der Region Allentown ist die Allentown Passenger Railway Company, die am 21. Mai 1868 eine Pferdebahn in Allentown eröffnete. Alle drei Linien begannen an der Kreuzung Hamilton Street/9. Straße und führten zunächst gemeinsam durch die Hamilton Street, 5. Straße, Walnut Street, 4. Straße und Hamilton Street zur 2. Straße, wo sich die drei Linien verzweigten. Die erste Linie führte durch die 2. Straße südwärts zur East Penn Junction, wo sich der Bahnhof der East Pennsylvania Railroad befand. Die zweite Linie führte weiter durch die Hamilton Street und über den Lehigh River bis zum Bahnhof der Lehigh and Susquehanna Railroad unmittelbar östlich der Brücke. Die dritte Linie schließlich verlief durch die 2. Straße nordwärts und über Linden Street, Ridge Avenue, Gordon Street und Front Street nach Allentown Furnace nördlich der Tilghman Street. 
Eine umfangreiche Erweiterung des Netzes erfolgte 1889. Über Hamilton Street, 10. Straße, Gordon Street, 9. Straße, Allen Street und 7. Straße wieder zur Hamilton Street entstand ein Ring. Die Strecke durch die Hamilton Street wurde nun durchgehend über diese Straße verlegt und der Umweg über die Walnut Street entfiel. Auch die Linie nach Allentown Furnace wurde verlegt. Die Strecke verlief nun durch die Ridge Avenue bis zur Tilghman Street und durch diese zur Front Street. Die ursprüngliche Strecke durch die Gordon und Front Street wurde stillgelegt. Eine weitere neue Strecke führte von der Hamilton Street/10. Straße über Hamilton Street, North Madison Street, Gordon Street zur 7. Straße. An der North Madison Street zwischen Chew Street und Gordon Street entstand ein neuer Betriebshof. 1890 verlegte die Lehigh Valley Railroad ihren Bahnhof an die Hamilton Street/4. Straße und auch an der Race Street/Hamilton Street entstand ein neuer Bahnhof. Dies führte dazu, dass die beiden kurzen Stichstrecken der Pferdebahn von der Hamilton Street/2. Straße durch die südliche 2. Straße und die östliche Hamilton Street stillgelegt wurden.

#### Allentown and Bethlehem Rapid Transit Company
1891 hatte die Allentown and Bethlehem Rapid Transit Company den Betrieb übernommen. Sie stellte zum 17. April 1891 den Gesamtbetrieb ein und baute das Netz in den folgenden Monaten auf elektrischen Betrieb um. Am 1. Juli 1891 ging die elektrische Straßenbahn auf der Strecke vom Depot in der North Madison Street über North Madison Street, Chew Street, Hamilton Street, 2. Straße, Linden Street, Ridge Avenue, Tilghman Street und Front Street nach Allentown Furnace in Betrieb. Stillgelegt wurden die Strecke durch die Gordon Street, 10. und 7. Straße sowie die Strecke von Hamilton Street/12. Straße durch die Hamilton Street und North Madison Street zur Kreuzung Chew Street. Dafür gab es eine neue Strecke durch die 12. Straße und Chew Street. 
Am 27. Juli 1891 ging eine neue Strecke nach Rittersville in Betrieb. In der östlichen Hamilton Street, wo bereits bis 1889 Pferdebahnen verkehrten, wurden dafür wieder Gleise verlegt und die Strecke durch die Hamilton Street und Hanover Avenue verlängert. Am 2. August wurde diese Strecke weiter verlängert und zwar durch die Hanover Avenue und Broad Street zur Kreuzung New Street in Bethlehem. Am 10. September war das Messegelände in Bethlehem erreicht. Die Strecke führte durch die Broad Street und Linden Street bis zur Kreuzung Elizabeth Avenue. Auch in Allentown erweiterte man das Netz. Die Strecke nach Allentown Furnace wurde am 2. September 1891 über die Fullerton Avenue und 3. Straße bis West Catasauqua verlängert. Daneben wurde am selben Tag in Catasauqua entlang der Front Street eine Pferdebahn eröffnet, die erst am 6. September 1892 mit der Fertigstellung der Brücke im Zuge der Race Street und der Strecke durch die Bridge Street elektrifiziert wurde und die Fullerton-Linie nach Catasauqua durchgebunden werden konnte. 
Inzwischen eröffnete die Bahngesellschaft am 31. Mai 1892 in Bethlehem eine Zweigstrecke durch die New Street, 4. Straße, Wyandotte Street und Broadway nach South Bethlehem, wo sich die Endstelle nahe der Kreuzung Fiot Street befand. Eine kurze Stichstrecke von dieser Bahn entlang der 2. Straße in South Bethlehem band die Union Station von South Bethlehem an das Straßenbahnnetz an. Im Zentrum Bethlehems entstand außerdem eine Strecke von der New Street durch die Main Street und Church Street zur Broad Street, die später durch die Main Street und Elizabeth Street zum Messegelände verlängert wurde. Die Strecke durch die 7. Straße in Allentown wurde am 30. April 1892 wiedereröffnet und nach Norden bis zur Washington Street verlängert. Am 1. August 1893 verlängerte man die Strecke durch die Hamilton Street von der 12. Straße bis zur 17. Straße und durch diese bis zur Kreuzung 17. Straße/Chew Street. Im selben Jahr ging in Rittersville westlich der Kreuzung Hanover Avenue/Broad Street ein neues Depot in Betrieb und in unmittelbarer Nähe wurde durch die Bahngesellschaft eine Rennbahn und ein Park eröffnet. Die Rennbahn wurde später in ein Baseballfeld umgebaut, das nach dem Ersten Weltkrieg überbaut wurde.

#### Allentown and Lehigh Valley Traction Company
Anfang 1893 wurde mit der Allentown and Lehigh Valley Traction Company ein Konkurrenzunternehmen gegründet. Bereits am 14. Oktober 1893 nahm die Gesellschaft ihre erste Strecke in Betrieb, die am Depot in der Lehigh Street, unmittelbar südlich der Brücke über den Lehigh Creek, begann und durch die Lehigh Street, Union Street, 6. Straße, Washington Street, 4. Straße, 5. Straße, Grape Street, Front Street und Catasauqua Road bis West Catasauqua führte. Am 22. Januar 1894 eröffnete die Bahn auch eine Strecke nach South Bethlehem, die vom Depot in der Lehigh Street durch die 6. Straße, St. John Street, Woodward Street, Susquehanna Street und über einen eigenen Bahnkörper schräg nordostwärts zur Cumberland Street führte und durch diese weiter bis zu ihrem östlichen Ende, weiter auf eigenem Bahnkörper bis zur Lehigh Avenue. Durch diese verlief die Strecke weiter bis zur Kreuzung Park Avenue, wiederum auf eigenem Bahnkörper weiter zum Broadway, durch diesen, die Seneca Street, Freytag Street, Cherokee Street, Dakotah Street, Broadway zur Broadhead Avenue. Hier verzweigte sich die Strecke, eine kurze Stichstrecke führte die Broadhead Avenue entlang nordwärts bis zur Endstelle an der Kreuzung 3. Straße. Der andere Zweig führte durch die Broadhead Avenue, Packer Avenue, New Street und 4. Straße bis zur Hill Street. An allen Endstellen der Gesellschaft wurden Drehscheiben gebaut, um die Einrichtungstriebwagen zu drehen.
Am 28. Februar 1894 kaufte die Gesellschaft schließlich die Allentown&Bethlehem mehrheitlich und am 15. Juli 1895 vollständig auf. Sofort nach der Übernahme wurde in South Bethlehem eine Verbindungsstrecke von der Seneca Avenue durch die Fiot Street zum Broadway gebaut und alle Strecken östlich des Broadway, die von der Allentown&Lehigh Valley Traction gebaut worden waren, stillgelegt. In Allentown entstanden Verbindungskurven an der Kreuzung Hamilton Street/6. Straße.
Das Netz wurde nun um zahlreiche Stadt- und Überlandstrecken erweitert:
- 23. Juni 1894: Catasauqua–Coplay
- 23. Oktober 1894: Catasauqua–Siegfried (Northampton)
- 9. Dezember 1897: South Bethlehem, New Street/2. Straße–2. Straße–Daly Avenue–4. Straße–eigener Bahnkörper–Main Street–Hellertown, Main Street/Saucon Street
- 27. Juli 1898: Hellertown–Rentzheimer's Cave (nach kurzer Zeit wieder stillgelegt)
- 17. September 1898: Woodward Avenue/2. Straße (Allentown)–2. Straße–Chapel Avenue–Albert Street–Emaus Avenue–Dalton Street–Main Street–Emmaus
- 5. April 1899: Washington Street/7. Straße–Washington Street/6. Straße (in Allentown)
- 29. August 1899: Emmaus–Chestnut Street–Buckeye Road–Main Street–Macungie
- 1. November 1899: Verbindungsgleis durch die Park Street zwischen 5. Straße und 3. Straße in Fullerton, dafür Stilllegung der Strecke durch die nördliche 5. Straße, Grape Street und Catasauqua Road
- 9. August 1900: Coplay–Egypt
- 10. September 1900: Chew Street/12. Straße–12. Straße–Gordon Street–North Madison Street (dafür Stilllegung von Chew Street/12. Straße bis Chew Street/North Madison Street)
- 4. November 1900: Allentown, 17. Straße/Chew Street–Chew Street–Albright Avenue (heute großteils überbaut)–Huckleberry Road–Whitehall Avenue–eigener Bahnkörper–Slatington
- 30. Oktober 1901: South Bethlehem, 4. Straße/Bessemer Street–Bessemer Street–3. Straße–eigener Bahnkörper–Main Street–Freemansburg (Endstelle am Bahnübergang am nördlichen Ende des Ortes)
- 1902: Slatington–Slatedale

#### Lehigh Valley Traction Company
Am 17. November 1899 wurde die Lehigh Valley Traction Company gegründet, die die beiden Bahngesellschaften formal pachtete und den Betrieb führte. Auch andere Gesellschaften wurden gepachtet, so am 27. Januar 1900 die Bethlehem and Nazareth Street Railway Company, die am 3. Oktober 1899 eine Strecke von Bethlehem (New Street/Broad Street) durch die New Street, Washington Street und Linden Street nach Nazareth eröffnet hatte, und die Easton Consolidated Electric Company, die die Stadtnetze in Easton und Philippsburg verwaltete. Gleichzeitig wurde eine Verbindungsstrecke von der bisherigen Endstelle Linden Street/Elizabeth Street zur Linden Street/Washington Street gebaut. Am 1. Dezember 1900 pachtete sie auch die Slate Belt Electric Railway Company, die am 14. November desselben Jahres eine Straßenbahn von Bangor über Pen Argyl, Wind Gap und Belfast nach Nazareth eröffnet hatte. 
Aus finanziellen Gründen – im Mai 1903 meldete die Gesellschaft Konkurs an – gab man die Pachtverträge mit der Easton Consolidated Electric Company und der Slate Belt Electric Railway am 2. Mai 1904 auf und die Gesellschaften betrieben ihre Strecken wieder eigenständig. Am 6. Mai 1905 wurde die Gesellschaft von einem Konkursverwalter übernommen und wurde am 20. Juni des Jahres als Lehigh Valley Transit Company neu aufgestellt.

#### Lehigh Valley Transit Company
1906 musste in South Bethlehem die Strecke durch die 2. Straße stillgelegt werden, da hier ein Stahlwerk gebaut werden sollte. Als Ersatz wurde eine Strecke auf der 3. Straße zwischen New Street und Daly Avenue eröffnet. Im Zuge dieser Strecke wurde an der Daly Avenue 1908 eine neue Brücke über die Eisenbahn eröffnet, die einen Bahnübergang ersetzte. Am 9. März 1907 eröffnete die Gesellschaft einen neuen Betriebshof für 50 Triebwagen an der Gordon Street/14. Straße in Allentown sowie eine Verbindungsstrecke von der Kreuzung Chew Street/17. Straße durch die 17. Straße und Gordon Street zur North Madison Street. Das alte Depot in der North Madison Street wurde aufgegeben. 
1908 wurde der Güterverkehr auf dem Straßenbahnnetz aufgenommen, nachdem am 25. April 1907 der Bundesstaat ein Gesetz verabschiedet hatte, das Straßenbahngesellschaften den Güterverkehr gestattete. Das Netz wurde in Allentown noch um einige Verbindungsstrecken ergänzt. Am 21. September 1909 ging eine Strecke von der Kreuzung 6. Straße/Gordon Street durch die Gordon Street, Jordan Street und Tilghman Street bis zur Ridge Avenue in Betrieb. Von der Washington Street/4. Straße wurde diese Strecke wiederum durch die Washington Street und Jordan Street mit der neuen Trasse verbunden. Eine neue Ringlinie über die 7. Straße, Hamilton Street, Ridge Avenue, Tilghman Street und Washington Street befuhr diese Strecke. Am 9. Oktober 1909 wurde eine Strecke von der Hamilton Street/10. Straße durch die 10. Straße, Allen Street, 9. Straße und Washington Street bis zur 7. Straße eröffnet. Ein Teil dieser Strecke hatte bereits zur Pferdebahnzeit bestanden. Auch über diese Strecke verkehrte eine Ringlinie. Eine weitere Ringlinie wurde in Bethlehem und South Bethlehem eröffnet. Im Sommer 1913 ging hierzu eine Strecke von der Broad Street/Linden Street durch die Broad Street und über die neue Minsi Trail Bridge zur Daly Avenue in Betrieb, wo sie über ein Gleisdreieck an die bestehende Strecke angebunden wurde.
Eine wichtige Neueröffnung erfolgte am 13. November 1913, als in Allentown die Albertus L. Meyers Bridge über den Lehigh Creek im Zuge der südlichen 8. Straße eröffnet wurde. Eine zweigleisige Straßenbahnstrecke wurde gleichzeitig von der Hamilton Street durch die 8. Straße über die neue Brücke zur St. John Street gebaut, wo sie an der 6. Straße auf die bestehende Trasse traf. Die Überlandlinie nach Philadelphia endete nun nicht mehr an der Kreuzung Hamilton Street/6. Straße, sondern an der Hamilton Street/8. Straße. Am 18. Mai 1914 ging ein weiteres neues Depot am Lehigh Parkway in Betrieb. Eine Verbindungsstrecke zu diesem Betriebshof entstand durch die St. John Street, Lehigh Street und Lehigh Parkway. In der Gegenrichtung fuhren die ausrückenden Wagen ab 1923 durch die Cumberland Street und Lumber Street. Ab 1934 mussten die Bahnen in beide Richtungen diese Strecke benutzen, da die Strecke durch die Lehigh Street stillgelegt wurde. Noch heute dient das Gelände dieses Betriebshofs den örtlichen Verkehrsbetrieben. 
Am 19. Oktober 1914 ging eine kurze Verbindungsstrecke entlang der Union Street zwischen 6. und 8. Straße in Betrieb. Über dieses Gleis wendeten nun die Bahnen aus Philadelphia und es wurde außerdem als Betriebsstrecke für Fahrten zum neuen Betriebshof benutzt. Die letzte Erweiterung des Stadtnetzes von Allentown und Bethlehem betraf 1916 eine Verbindungsstrecke in Bethlehem von der Minsi Trail Bridge durch die Newtown Avenue (heute Stefko Boulevard) nach Butztown. Obwohl beim Bau der Hill-to-Hill-Bridge im Zuge der Wyandotte Street in Bethlehem Gleise verlegt worden waren, nahm die Bahngesellschaft statt einer Straßenbahnlinie eine Buslinie über die neue Brücke in Betrieb. 1928 wurde in Allentown die Strecke durch die Ridge Avenue verlegt, als im Zuge der Tilghman Street eine neue Brücke über den Lehigh River gebaut wurde. Die Bahn fuhr nun von der südlichen Ridge Avenue kommend durch die Allen Street und Front Street, anstatt durch die Ridge Avenue und Tilghman Street, gleichzeitig musste man die Verbindungsstrecke durch die Tilghman Street zwischen Jordan Street und Front Street stilllegen.
Das Überlandnetz um Allentown und Bethlehem wurde von 1929 bis 1932 schrittweise stillgelegt und auf Busbetrieb umgestellt:
- 1. Juni 1929: Emmaus–Macungie
- Juni 1929: Slatington–Slatedale
- 1. Juli 1931: Catasauqua–Egypt
- 1. August 1931: Greenawalds–Slatington
- 1. November 1931: Mountainville (Albert Street/Emmaus Avenue)–Emmaus
- 1. März 1932: Bethlehem–Nazareth
- 1932: Elizabeth Avenue, Main Street, Church Street in Bethlehem

Lediglich nach Greenawalds (Strecke Richtung Slatedale), Northampton und zwischen Allentown, Bethlehem und Easton fuhren nun noch Bahnen. Die Stilllegung des übrigen Netzes der Allentown Division erfolgte nach dem Zweiten Weltkrieg:
- 1949: Linienverkehr endet auf der Strecke 17. Straße–Gordon Street–12. Straße–Hamilton Street (Allentown)
- 15. August 1949: Bethlehem, Minsi Trail Bridge–Easton
- 30. Oktober 1949: Ringlinie 10. Straße und Jordan Street (Allentown)
- 1. Juni 1952: Allentown–Greenawalds
- 26. Oktober 1952: Allentown–South Bethlehem und Bethlehem–Hellertown
- 10. Mai 1953: Allentown–Ridge Avenue–Fullerton–Northampton
- 7. Juni 1953: Hamilton Street–7. Straße–Fullerton
- 8. Juni 1953: Allentown–Bethlehem, Broad Street/Linden Street

Die Strecken wurden auf Autobusbetrieb umgestellt.

### Easton Division

#### Easton, South Easton and West End Passenger Railway
In Easton wurde zunächst am 27. Mai 1866 die Easton and South Easton Passenger Railway Company gegründet, die 1867 eine Pferdebahn in der Spurweite von 1588 Millimetern eröffnete. Die Strecke verlief vom Center Square (Northampton Street/3. Straße) durch die 3. Straße, Canal Street und Lehigh Street (heute Valley Avenue) bis zum Ausbesserungswerk der Lehigh Valley Railroad. Das Depot befand sich in der Canal Street zwischen Centre Street und Lehigh Street.
Die West Ward Passenger Railway Company wurde am 5. Mai 1871 gegründet und baute noch im selben Jahr eine weitere Pferdebahn vom Center Square über die Northampton Street, Walnut Street und Washington Street nach West Easton, wo sich die Endstelle an der 17. Straße befand. Das Depot dieser Bahn lag an der Kreuzung Washington Street/16. Straße. Diese Gesellschaft wurde am 28. Oktober 1884 in Westend Passenger Railway Company umgegründet. Am 31. Mai 1886 fusionierten die beiden Pferdebahnbetreiber zur Easton, South Easton and West End Passenger Railway Company (ESE&W). Nach der Fusion wurde das Depot in der Canal Street stillgelegt und auch die Bahnen für die Linie nach South Easton wurden an der Washington Street untergestellt.

#### Lafayette Traction Company
Am 14. Januar 1888 erhielt Easton als dritte Stadt in den Vereinigten Staaten eine elektrische Straßenbahn. Die am 5. Januar 1887 gegründete Lafayette Traction Company baute eine Strecke ebenfalls in 1588 Millimetern Spurweite vom nördlichen Brückenkopf der Brücke im Zuge der nördlichen 3. Straße über den Bushkill Creek durch die College Avenue, Cattell Street und Burke Street auf den College Hill (Burke Street/Porter Street). Das Depot befand sich in der Cattell Street. Am 25. Juli 1888 wurde sie über die 3. Straße bis zum Center Square in Easton verlängert, jedoch wurden zunächst keine Gleise auf der Brücke über den Bushkill Creek verlegt, sodass hier umgestiegen werden musste. Die ESE&W kaufte die Bahn im Oktober 1888 und gründete für die Betriebsführung am 13. November 1888 die Pennsylvania Motor Company, die die elektrische Bahn zum 5. Januar 1889 für die Dauer von 999 Jahren pachtete. Elektrische Straßenbahnen fuhren ab dem 1. März 1889 über Northampton Street und 4. Straße zum Bahnhof der Central Railroad of New Jersey und ab dem 20. Juni des Jahres über die nördliche Endstelle am College Hill hinaus über Burke Street, Paxinosa Avenue und Parker Avenue nach Paxinosa Heights (Parker Avenue/Shawnee Avenue). Gleichzeitig verlegte man nun auch Gleise über die Bushkill-Creek-Brücke. Die Gesamtstrecke wurde als eine durchgehende Linie betrieben. Auf der Northampton Street zwischen Center Square und 4. Straße, wo bereits Pferdebahngleise lagen, wurde ein zweites Gleis eingebaut. Das nördliche Gleis befuhr die elektrische Straßenbahn, während die Pferdebahn auf dem südlichen Gleis verkehrte. 

#### Easton Transit Company
Am 30. Juni 1892 fusionierten die ESE&W und die Centre Square&Delaware Bridge zur Easton Transit Company, die die Pachtverträge mit der elektrischen Straßenbahn übernahm. Sie kaufte darüber hinaus die 1871 eröffnete Phillipsburg Horse Car Railroad aus dem im Bundesstaat New Jersey gelegenen Nachbarort Eastons auf, jedoch blieb das Pachtverhältnis zunächst bestehen. Eine neue Strecke von Paxinosa Heights auf den Weygadt Mountain wurde 1892 oder 1893 durch die am 3. August 1891 gegründete Weygadt Mountain Railway Company eröffnet, die durch die Easton Transit Company gepachtet und betrieben wurde. Am 10. Dezember 1892 wurden die bestehenden Pferdebahnstrecken nach South Easton und zur 17. Straße elektrifiziert. 1893 eröffnete die Gesellschaft mehrere neue Strecken:
- Ringschluss von der Northampton Street/Walnut Street über Northampton Street und 17. Straße zur bisherigen Endstelle an der Washington Street/17. Straße
- Strecke von Paxinosa Heights nach Eddyside
- Strecke von der Washington Street nach West Easton

Die Strecken nach Eddyside und West Easton wurden jedoch schon bald wieder stillgelegt. Die am 6. Juli 1892 gegründete Easton and Bethlehem Transit Company eröffnete am 13. Juli 1894 eine Verlängerung der Strecke zum Bahnhof der Central Railroad über die Dock Street (heute Lehigh Drive) zum Island Park sowie eine Zweigstrecke durch die Adamson Street nach West Easton. Ende 1894 wurde auch die Pferdebahn Phillipsburg elektrifiziert und auf 1588 mm Gleisspurweite umgespurt und eine zweite Linie gebaut. Weiterhin baute man in South Easton eine Schleife von der Canal Street über Mauch Chunk Street, Glendon Avenue, Berwick Street, Coal Street, St. Joseph Street und St. John Street.

#### Easton, Palmer and Bethlehem Street Railway
Am 6. November 1898 eröffnete die am 11. Juni 1897 gegründete Easton, Palmer and Bethlehem Street Railway Company eine normalspurige Straßenbahn zwischen ihren namensgebenden Orten, wodurch erstmals eine Straßenbahnverbindung zwischen den beiden Netzen in Easton/Phillipsburg und Allentown/Bethlehem bestand, jedoch zunächst aufgrund der unterschiedlichen Spurweite keine Gleisverbindung zur Straßenbahn in Easton. Die Strecke begann in Bethlehem an der Kreuzung Broad Street/Main Street und verlief durch die Main Street, Elizabeth Avenue, Easton Avenue, William Penn Highway nach Palmer und weiter über einen eigenen Bahnkörper, der heute teilweise die Church Road ist, bis nach Easton, wo sie durch die Ferry Street und 6. Straße bis zur Endstelle an der Northampton Street/6. Straße führte. Das Depot der Bahn lag in Butztown am William Penn Highway. Die Bahnen der Gesellschaft benutzten in Bethlehem zwischen Broad Street/Main Street und Elizabeth Avenue/Linden Street über die Broad Street und Linden Street die vorhandenen Gleise der LVT mit, sodass hier eine Schleifenfahrt bestand. Gleichzeitig benutzte auch die LVT die Strecke durch die Elizabeth Avenue und Main Street mit. Die Bahngesellschaft eröffnete im Sommer 1898 den Oakland Park, einen Vergnügungspark in der Nähe von Farmersville, zwischen Palmer und Easton.

#### Easton Consolidated Electric Company
1899 kaufte die am 10. März des Jahres gegründete Easton Consolidated Electric Company alle elektrischen Straßenbahnen im Raum Easton auf oder pachtete sie und übertrug der Easton Transit Company die Betriebsführung. Die neue Gesellschaft eröffnete am 17. März 1900 eine von der Linie nach Bethlehem abzweigende Strecke von Butztown nach Freemansburg, die der als ECE-Tochter gegründeten Freemansburg Street Railway Company gehörte. Die Endstelle in Freemansburg befand sich in der Main Street nördlich des Bahnübergangs, am Nordende der Ortschaft. Im September 1900 wurde eine Strecke nach Nazareth eröffnet, die von der am 3. März 1899 gegründeten Northampton Central Street Railway Company gebaut worden war, aber von der ECE betrieben wurde. Sie zweigte ebenfalls von der Strecke nach Bethlehem an der Country Club Junction (heute Church Road/Country Club Road) ab und führte nordwärts nach Nazareth und dort durch die Broad Street. Am 20. März 1901 wurde in Nazareth eine Gleisverbindung zur Slate Belt Electric Street Railway an der Kreuzung Broad Street/High Street eingebaut. Obwohl es keinen regelmäßigen durchlaufenden Verkehr gab, wurden die Fahrpläne abgestimmt, sodass Anschluss auf die Wagen der jeweils anderen Gesellschaft bestand. 
Am 1. Dezember 1900 pachtete die Lehigh Valley Traction das gesamte Easton-Netz und baute bis 1904 die Breitspurstrecken außer die Straßenbahn Phillipsburg auf Normalspur um. Aus wirtschaftlichen Gründen wurde der Pachtvertrag jedoch am 2. Mai 1904 wieder gelöst, da die LVT inzwischen in Konkurs gegangen war. Noch 1904 baute die ECE am Center Square in Easton eine Ringstrecke, an die alle normalspurigen Strecken angeschlossen wurden. Die Strecke zum Island Park wurde 1905 über eine Brücke in den Park verlängert, wo eine Wendeschleife entstand. Am 5. September 1905 ersetzte die Gesellschaft den Bahnübergang in Palmer Township über die Strecke der Easton and Northern Railroad durch eine Unterführung. 1906 wurde auch die Strecke der Central Railroad in Freemansburg untertunnelt und eine Gleisverbindung zur 1901 dorthin eröffneten LVT-Strecke gebaut. Am 19. Mai 1906 gründete die ECE die Freemansburg Street Railway Company in Easton and South Bethlehem Transit Company um, die noch im selben Jahr eine Strecke von der Kreuzung Washington Street/Walnut Street in Easton durch die Walnut Street, Butler Street und Freemansburg Avenue nach Middletown eröffnete, wo sie an die Strecke Butztown–Freemansburg anschloss. Für diese neue Linie vereinbarte man ein Mitbenutzungsrecht für die LVT-Strecke von Freemansburg nach South Bethlehem und baute in South Bethlehem von der Daly Avenue durch die 4. Straße, Polk Street, 5. Straße, Webster Street und 4. Straße bis zur New Street eine eigene Strecke. Der Umweg über die 5. Straße war notwendig, da eine Kirchgemeinde an der 4. Straße/Taylor Street Einspruch gegen eine Straßenbahnstrecke vor der Kirche eingelegt hatte. Erst 1914 konnte der Konflikt beigelegt und die Strecke direkt durch die 4. Straße geführt werden.
Eine vertragliche Änderung ergab sich am 3. Januar 1908, als die Easton Transit Company das Netz wieder selbst von der ECE übernahm. Gleichzeitig fusionierte die Gesellschaft mit den ECE-Töchtern Easton, Palmer and Bethlehem Street Railway und Northampton Central Street Railway. Am 10. Februar 1909 fusionierte die ETC auch mit der Easton and South Bethlehem Transit Company.

#### Lehigh Valley Transit Company
Bereits am 17. März 1913 wurde ein durchlaufender Betrieb für Expresswagen von Allentown nach Easton mit der LVT vereinbart. Am 1. Juli 1913 kaufte die Lehigh Valley Transit die Easton Transit Company und damit das gesamte Easton-Netz einschließlich der Straßenbahn Phillipsburg endgültig. Die Easton Transit Company blieb jedoch auf diesem Netz betriebsführend. Noch im selben Jahr wurden auch die Strecken in Philippsburg auf Normalspur umgebaut. Inzwischen erfolgte 1915 eine Streckenstilllegung im Easton-Netz. Der Betriebsvertrag für die Weygadt Mountain Railway lief aus und die Strecke wurde daraufhin abgebaut. Der nördliche Endpunkt der College-Hill-Strecke war nun wieder an der Parker Avenue. Im selben Jahr jedoch baute die ETC in South Bethlehem an der Kreuzung 4. Straße/New Street eine Gleisverbindung zum LVT-Netz.
1920 wurde die Strecke vom nördlichen Brückenkopf der Glendon-Easton-Brücke zum Island Park stillgelegt. Am 20. Juli desselben Jahres endete auch der Straßenbahnverkehr zwischen Country Club Junction und Nazareth. Zum 1. März 1922 pachtete die LVT formal die ETC und das ETC-Netz wurde zur Easton Division der LVT, die auch die Betriebsführung übernahm.
Von November 1931 bis August 1932 führte die LVT durchlaufende Expresswagen von Easton nach Philadelphia über South Bethlehem. Ab 1927 legte die LVT jedoch das Easton-Netz schrittweise still und stellte es auf Busbetrieb um:
- 1927: 4. Straße/Northampton Street–Glendon-Easton-Brücke und Abzweig nach West Easton
- 1928: Walnut Street/Ferry Street–Ferry Street–18. Straße
- 1. November 1931: Straßenbahn Phillipsburg
- 1. Juni 1932: Bethlehem, Main Street/Broad Street–Main Street–Elizabeth Avenue–Easton Avenue–Browns Siding (Easton Avenue/Stefko Blvd)
- 1. Juni 1932: Butztown–Freemansburg, Freemansburg Road/Wilson Borough–Freemansburg
- 13. Juli 1939: Freemansburg–South Bethlehem, 4. Straße/New Street
- 5. November 1939: gesamtes Easton-Netz bis auf die Strecke von Easton, Center Square über Northampton Street, Walnut Street, Washington Street, 17. Straße, Lehigh Street, 21. Straße, Ferry Street nach Bethlehem
- 15. August 1949: Bethlehem–Easton, Center Square

### Philadelphia Division

#### Planung und Bau der ersten Strecke
Am 27. November 1896 wurde zunächst die Quakertown Traction Company gegründet, die eine Überlandstraßenbahn in Pennsylvania-Spur (1588 mm) von Allentown über Quakertown nach Philadelphia bauen wollte. Am 11. Juni 1898 wurde der erste Abschnitt von Richlandtown nach Quakertown eröffnet, der am 13. August 1898 nach Perkasie verlängert wurde. Da die Quakertown and Eastern Railroad der Straßenbahn verweigerte, ihre Strecke bei Richlandtown kreuzen zu dürfen, musste neben dem Betriebshof in Quakertown ein kleines Depot in Richlandtown gebaut werden, wo ein Pendelwagen bis zum Bahnübergang verkehrte. Der Besitzer der Lehigh Valley Traction Company, Albert L. Johnson, plante nun, eine Interurban-Strecke von Allentown über Philadelphia nach New York City zu bauen. Er gründete daher am 1. November 1898 die Inland Traction Company und am 9. September 1899 die Allentown and Coopersburg Street Railway Company und bekam Konzessionen für die Strecken von Perkasie nach Philadelphia-Erdenheim bzw. von Allentown nach Quakertown. Am 23. April 1900 wurde die Strecke über Perkasie hinaus über Sellersville, Telford, Souderton und Hatfield bis Lansdale verlängert, jedoch zunächst unabhängig von der Quakertown Traction Company betrieben. In Souderton entstand das Depot der Inland Traction Company. Am 21. Oktober 1900 folgte die Verlängerung dieser Strecke bis North Wales. Johnson bestellte am 18. Januar 1901 75 Interurban-Triebwagen bei der St. Louis Car Company, die noch im selben Jahr ausgeliefert wurden. Die Wagen wurden zunächst in den Betriebshöfen abgestellt und sollten solange nicht in Betrieb genommen werden, bis die Interurban-Strecke bis New York eröffnet ist. Für den Abschnitt von Philadelphia nach New York gründete Johnson am 4. April 1901 die Philadelphia, Trenton and New York Railroad Company.
Die beiden von Johnson gegründeten Gesellschaften fusionierten am 15. Februar 1901 zur Philadelphia and Lehigh Valley Traction Company. Die Gesellschaft führte nur den Betrieb, die Fahrzeuge wurden an die LVT überschrieben und in den Wagenpark dieser Gesellschaft eingegliedert. Die gesamte Strecke nach New York sollte zunächst im Gegensatz zum normalspurigen Netz in Allentown und Bethlehem in Pennsylvania-Spur gebaut werden, da die Stadtlinien in Philadelphia und auch die Quakertown Traction diese Spurweite hatten, jedoch wurde diese Idee bald zugunsten der Normalspur aufgegeben. Johnson starb unerwartet am 2. Juli 1901. Sein Nachfolger im Amt des Präsidenten der Bahngesellschaft, Robert E. Wright, kürzte das Interurban-Projekt auf eine Strecke von Allentown nach Philadelphia. Infolgedessen verkaufte man 29 der neuen Triebwagen wieder, unter anderem 18 Wagen nach Oakland (Kalifornien). 
Am 9. September 1901 pachtete die P&LVT die Quakertown Traction Company und die LVT erwarb den gesamten Fuhrpark dieser Gesellschaft. Die Strecke von Allentown nach Quakertown wurde nun zügig gebaut, jedoch in Normalspur. Sie zweigte in Mountainville von der Linie Allentown–Macungie ab und wurde am 19. Dezember 1901 bis Coopersburg und am 3. März 1902 bis Quakertown eröffnet. Am 28. Mai 1902 war die Umspurung der bestehenden Strecke von Richlandtown über Quakertown nach North Wales auf Normalspur abgeschlossen und am 5. Juni des Jahres wurde die Strecke bis Erdenheim fertiggestellt. Hier bestand Anschluss an die Straßenbahn Philadelphia, jedoch aufgrund der nun unterschiedlichen Gleisspurweite keine Verbindung. Die Strecke wurde nun bis auf die Bahnübergänge in North Wales und Flourtown durchgehend von Allentown nach Philadelphia betrieben, der Abschnitt von Quakertown nach Richlandtown blieb als Pendellinie in Betrieb. Erst am 23. November 1902 konnte der Bahnübergang in North Wales eröffnet werden, nachdem die Genehmigung für den Einbau einer Gleiskreuzung vorlag. Ohne Genehmigung wurde etwa Anfang Mai 1903 in Flourtown eine Gleiskreuzung eingebaut.

#### Ausbau zur Interurban
Ab 1905 wurde, um die Reisezeit verkürzen zu können, die Strecke teilweise modernisiert und die Betriebsabläufe optimiert. Im Herbst 1907 konnte nach der Stilllegung der Quakertown and Eastern Railroad auch der durchgehende Betrieb nach Richlandtown aufgenommen werden und das kleine Behelfsdepot in Richlandtown wurde geschlossen. Ab dem 1. Dezember 1907 warb die Bahngesellschaft mit der Bezeichnung Liberty Bell Route für ihre Strecke nach Philadelphia, da im Unabhängigkeitskrieg 1777 amerikanische Patrioten eine Glocke aus Philadelphia auf einer sehr ähnlich verlaufenden Strecke vor britischen Soldaten nach Bethlehem in Sicherheit gebracht hatten. Am 17. Juli 1908 fuhr erstmals der Delaware Water Gap Limited, ein nur an Sommerwochenenden und unregelmäßig verkehrender Expresstriebwagen, der über LVT-Gleise von Erdenheim über Bethlehem nach Nazareth fuhr. Nachdem zwei Triebwagen umgebaut worden waren, fuhren sie ab etwa 1912 von dort weiter über die Slate Belt Electric Railway nach Bangor und weiter über die Strecke der Bangor and Portland Traction Company nach Portland. Hier konnte mit dem Bus oder der Stroudsburg, Water Gap and Portland Railway, die eine andere Spurweite besaß, was einen durchlaufenden Betrieb unmöglich machte, zum Ausflugsressort Delaware Water Gap gefahren werden. 
1910 plante die Bahngesellschaft, die Reisezeit nach Philadelphia durch eine Neutrassierung der Strecke als Interurban erheblich zu verkürzen und außerdem Norristown anzubinden. Die Strecke von Allentown nach Lansdale wurde weitgehend auf eigenen Bahnkörper verlegt. Für das Stadtgebiet von Norristown wurde am 22. Juli 1910 die Norristown Transit Company gegründet, die zu gleichen Teilen der LVT und der Philadelphia and Western Railway gehörte. Erst 1942 verkaufte die Philadelphia&Western ihren Anteil an die LVT. Die Philadelphia&Western baute ebenfalls eine Strecke nach Norristown, die sie auf einer Teilstrecke bereits seit 1907 mittels Stromschiene betrieb. Sie sollte den Straßenbahnen aus Allentown zur Fahrt nach Philadelphia dienen. Am 25. Oktober 1911 kaufte die LVT die Montgomery Traction Company. Sie hatte 1902 eine Straßenbahn in Pennsylvania-Spur von Norristown nach Lansdale eröffnet. Am 18. Januar 1912 legte die LVT diese Strecke, bis auf etwa 2,5 Kilometer von Norristown ausgehend, still und spurte sie auf Normalspur um. Die Interurban-Strecke von Allentown nach Norristown ging schließlich am 12. Dezember 1912 in Betrieb. Von Anfang an fuhren die Bahnen über die Philadelphia&Western durch bis nach Upper Darby Township, wo Übergang auf eine Strecke der Philadelphia Rapid Transit bestand. Nach der Eröffnung der Strecke durch die 8. Straße in Allentown 1914 wurde die Reisezeit von Allentown nach Upper Darby auf eine Stunde und 58 Minuten verkürzt, was trotz des Umsteigens in Upper Darby eine kürzere Fahrzeit nach Philadelphia als mit der Eisenbahn ermöglichte. Am 31. Dezember 1915 kaufte die LVT schließlich die Quakertown Traction Company vollständig auf, sodass der Pachtvertrag aufgehoben werden konnte.

#### Niedergang
1925 wurde die Strecke zwischen Rosedale und Center Valley (2. September) sowie bei Telford (27. Februar) erneut neutrassiert. Am 31. Juli 1926 verkehrten zwischen North Wales und Erdenheim die letzten Straßenbahnen. Am folgenden Tag übernahmen Busse die Betriebsaufgaben auf diesem Abschnitt. Am 15. Juni 1929 ereilte die Pendellinie nach Richlandtown das gleiche Schicksal. Ab dem 26. April 1931 verkehrten Deluxe Limited-Triebwagen mit nur sieben Zwischenstationen von Allentown nach Upper Darby in 100 Minuten. Am 1. August 1932 endete jedoch der Expressverkehr auf der Strecke. 1939 wurde der Fuhrpark mit leichteren Triebwagen erneuert, die von der aufgegebenen Cincinnati and Lake Erie Railroad übernommen werden konnten. Ab dem 24. September 1949 endeten die Fahrten von Allentown in Norristown und am 7. September 1951 wurde die gesamte Strecke stillgelegt und auf Busbetrieb umgestellt, nachdem dies erst am Tag zuvor angekündigt worden war. Um 2:46 Uhr früh rückte der letzte Triebwagen von Norristown in das Depot in Allentown ein und ab 8 Uhr begannen die Gleisarbeiter, die Strecke abzubauen.

## Besonderheiten
Im Sommer 1889 wurde in Easton auf dem College-Hill-Berg eine Kabelkonstruktion eingebaut, die die Sicherheit erhöhen sollte. Ein mit sechs Tonnen Eisen beladener Holzwagen, der an einem Kabel hing und neben der Straße auf einer eigenen Schiene fuhr, stellte ein Gegengewicht zu den Straßenbahnen dar, die sich in beide Richtungen vor Befahren des Hanges in das Kabel einklinken mussten. Die Bewegungsstrecke wurde dabei so umgesetzt, dass die Straßenbahn zwölfmal so weit fuhr wie gleichzeitig der Gewichtswagen. Am 25. September 1889 ereignete sich jedoch ein Unfall, als das Kabel riss und der Gewichtswagen den Hang herunterrollte und gegen eine Mauer prallte. Die Konstruktion wurde daraufhin abgebaut.

## Liniennetz
Die Lehigh Valley Transit betrieb folgende Strecken:
Stadtnetz Allentown
- Hamilton Street (alle 6 Minuten)
- Allentown Furnace über Ridge Avenue (alle 15 Minuten)
- Muhlenberg (alle 30 Minuten)
- Allentown Furnace über 6. Straße (alle 30 Minuten)
- südliche 6. Straße (alle 15 Minuten)
- Ringlinie 7. Straße / Ridge Avenue (alle 15 Minuten)
- südliche 8. Straße (alle 30 Minuten)
- Ringlinie 10. Straße / Jordan Street (alle 15 Minuten)

Stadtnetz Bethlehem
- South Bethlehem Local (4. Straße) (alle 20 Minuten)
- Ringlinie (alle 20 Minuten)

Stadtnetz Easton
- College Hill (alle 10 Minuten)
- South Easton (alle 10 Minuten)
- West Easton (alle 30 Minuten)
- Glendon/Island Park (alle 30 Minuten)

Stadtnetz Phillipsburg
Die Endstelle der beiden Linien befand sich in Easton am Central Square.
- North Main Street (alle 10 Minuten)
- South Main Street (alle 20 Minuten bis Alpha, alle 10 Minuten auf der South Main Street)

Überlandnetz
- Allentown–Greenawalds–Scherersville–Sieglersville–Unionville–Slatington–Slatedale (alle 60 Minuten)
- Allentown–Bethlehem–Butztown–Farmersville–Easton (alle 60 Minuten)
- Allentown–Farmington–South Bethlehem–Freemansburg–Wagnertown–Easton (alle 60 Minuten)
- Allentown–Bethlehem (alle 20 Minuten)
- Allentown–Farmington–South Bethlehem (alle 20 Minuten)
- Allentown–Mountainville–Emmaus–Macungie (alle 60 Minuten)
- Allentown–Catasauqua–Northampton–Siegfried (alle 30 Minuten, später alle 45 Minuten)
- Allentown–Catasauqua–Northampton–Copley–Egypt (alle 30 Minuten, später alle 60 Minuten)
- Allentown–Bethlehem–South Bethlehem–Hellertown (alle 40 Minuten)
- Freemansburg–Butztown (alle 30 Minuten)
- Bethlehem–Altonah–Brodhead–Newburg–Nazareth (alle 60 Minuten)
- Easton–Thomasburg–Nazareth (alle 60 Minuten)
- Allentown–Mountainville–Center Valley–Coopersburg–Quakertown–Perkasie–Telford–Souderton–Hatfield–Lansdale–North Wales–Norristown–Upper Darby (Limited, alle 60 Minuten)
- Allentown–Mountainville–Center Valley (Local, alle 60 Minuten)
- Hatfield–Lansdale–North Wales–Norristown (Local, alle 60 Minuten)
- Quakertown–Richlandtown (alle 60 Minuten)